# Andy Payton
Andrew Paul Payton, più conosciuto con il diminutivo Andy Payton (Whalley, 23 ottobre 1967) è un allenatore di calcio ed ex calciatore inglese, di ruolo attaccante.

## Carriera

### Giocatore
Dopo aver giocato nelle giovanili di Burnley ed Hull City esordisce tra i professionisti con la maglia di quest'ultimo club all'età di 19 anni nella stagione 1986-1987, nella quale gioca 2 partite nella seconda divisione inglese; nella stagione successiva inizia a giocare con maggiore continuità, scendendo in campo in 21 partite di campionato, nelle quali mette anche a segno le sue prime 2 reti in carriera tra i professionisti. Dopo ulteriori 28 presenze e 4 reti nella stagione 1988-1989, si impone come titolare nella stagione 1989-1990, nella quale va inr ete per 17 volte in 39 presenze. Nella stagione 1990-1991 migliora addirittura il bottino della stagione precedente, terminando il campionato con 25 reti, comunque insufficienti ad evitare la retrocessione delle Tigers in terza divisione. La sua permanenza in quest'ultima categoria è peraltro limitata: dopo 7 reti in 10 presenze passa infatti al Middlesbrough, nuovamente in seconda divisione: con il Boro non riesce però a mantenere le medie realizzative del biennio precedente, realizzando solamente 3 reti in 19 partite di campionato.
Nell'estate del 1992 va a giocare nella prima divisione scozzese al Celtic: qui, oltre a giocare una partita in Coppa UEFA, realizza 13 reti in 29 partite nel campionato scozzese; nella stagione 1993-1994, dopo ulteriori 2 partite in Coppa UEFA e 7 partite e 2 reti in campionato, torna in Inghilterra, al Barnsley, con cui conclude la stagione realizzando 12 reti in 25 presenze nella seconda divisione inglese. Trascorre poi un ulteriore biennio in questa categoria con i Tykes, giocando sempre da titolare e segnando rispettivamente 12 e 17 reti, per un totale di 122 presenze e 45 reti in partite ufficiali con il club (tra cui 108 presenze e 41 reti nella seconda divisione inglese). Nell'estate del 1997 si trasferisce all'Huddersfield Town, con la cui maglia nella stagione 1997-1998 va in rete per 17 volte in 38 presenze sempre in seconda divisione; dopo ulteriori 5 presenze senza reti, nel corso della stagione 1997-1998 scende in terza divisione al Burnley, con cui va in rete per 9 volte in 19 presenze. Nella stagione 1998-1999 realizza poi 19 reti in 40 presenze, mentre nella stagione 1999-2000 contribuisce in modo determinante alla promozione in seconda divisione dei Clarets diventando capocannoniere del campionato con 27 reti in 41 presenze. L'anno seguente realizza 9 reti in 40 presenze in seconda divisione, mentre nella stagione 2001-2002 dopo un periodo in prestito in terza divisione al Blackpool torna al Burnley e segna 4 gol in 15 presenze. Gioca infine un'ultima partita in seconda divisione nella stagione 2002-2003, arrivando così ad un totale in carriera di 454 presenze e 185 reti nei campionati della Football League (e di 509 presenze e 200 reti fra tutti i campionati professionistici, comprendendo anche la parentesi in Scozia al Celtic).
Si ritira poi definitivamente nel 2005, dopo aver giocato per un biennio a livello semiprofessionistico.

### Allenatore
Ha lavorato come vice per vari club semiprofessionistici inglesi. Dal maggio all'agosto del 2019 ha allenato il Garstang.

## Palmarès

### Individuale
- Capocannoniere della terza divisione inglese: 1

1999-2000 (27 gol)